# Boleslaw Filipiak
Bolesław kardinál Filipiak (1. září 1901 – 14. října 1978 Poznaň) byl polský římskokatolický kněz a kardinál.

## Život
Studoval na univerzitě a v semináři v Poznani, ve studiích pokračoval v Římě, kněžské svěcení přijal 29. května 1926. Působil v diecézi Hnězdno, v letech 1933 až 1944 byl sekretářem arcibiskupa kardinála Augusta Hlonda. V závěru druhé světové války byl vězněn nacisty. Po válce byl členem arcidiecézního tribunálu a kanovníkem katedrální kapituly v Hnězdně. V září 1947 se stal auditorem Tribunálu Římské roty a v červnu 1967 jejím děkanem. Zastával funkci prezidenta Apelačního tribunálu státu Vatikán.
Dne 1. května 1976 byl jmenován titulárním biskupem, biskupské svěcení mu udělil kardinál Pericle Felici 14. května téhož troku. Při konzistoři o deset dnů později ho papež Pavel VI. jmenoval kardinálem s titulem diakonie San Giovanni Bosco in Via Tuscolana. Kvůli zdravotnímu stavu se neúčastnil konkláve po smrti Pavla VI. v roce 1978. Zemřel v den zahájení následujícího konkláve po úmrtí Jana Pavla I.